# James Watkins

James Watkins, 2017

James Watkins (* 1978) ist ein britischer Drehbuchautor und Filmregisseur.

## Leben
Watkins begann seine Tätigkeit im Filmgeschäft zunächst als Drehbuchautor und arbeitete hierbei mit der Filmproduktionsgesellschaft Working Title Films zusammen, mit der er einen a first-look writing deal abgeschlossen hatte. Als erster realisierter Film erschien 2002 Unsichtbare Augen. 2006 folgte Gone – Lauf um dein Leben. Der Film Eden Lake aus dem Jahr 2008 bedeutete Watkins’ Regiedebüt, zugleich verfasste er auch das Drehbuch. Hierfür wurde Watkins im Rahmen der British Independent Film Awards 2008 für den Douglas Hickox Award nominiert. 2009 gewann er auf dem Fantasporto den International Fantasy Film Award und er wurde beim Sitges Festival Internacional de Cinema Fantàstic de Catalunya mit dem Special Prize of the Jury ausgezeichnet.
2012 entstand mit Die Frau in Schwarz sein zweiter Spielfilm. 2016 wurde seine dritte Regiearbeit Bastille Day mit Idris Elba in der Hauptrolle veröffentlicht. Der Actionthriller um einen CIA-Agenten, der versucht einen Terroranschlag in Paris zu verhindern, lief wenige Tage vor dem Anschlag in Nizza am 14. Juli 2016 in den französischen Kinos an und wurde daraufhin abgesetzt. Zuvor hatte es eine Diskussion um den französischen Starttermin gegeben, der zur Fußball-EM angesetzt war.

## Filmografie (Auswahl)
Drehbuch
- 2002: Unsichtbare Augen (My Little Eye)
- 2006: Gone – Lauf um dein Leben (Gone)
- 2008: Eden Lake
- 2009: The Descent 2 – Die Jagd geht weiter (The Descent – Part 2)
- 2016: Bastille Day
- 2018: McMafia (Fernsehserie)
- 2024: Speak No Evil

Regie
- 2008: Eden Lake
- 2012: Die Frau in Schwarz (The Woman in Black)
- 2016: Bastille Day
- 2016: Black Mirror (Fernsehserie)
- 2018: McMafia (Fernsehserie)
- 2024: Speak No Evil